# Прокат автомобілів
Прокат автомобіля (оренда автомобіля) — здача автомобіля без водія на деякий час (від декількох годин до кількох місяців чи навіть років).

## Історія
Найдавніший відомий приклад оренди автомобіля датується 1906 роком. Німецька компанія Sixt була заснована в 1912 році під назвою Sixt Autofahrten und Selbstfahrer.
Американський підприємець Джо Сондерс з Омахи, штат Небраска, у 1916 році відкрив бізнес по прокату автомобілів маючи у своєму розпорядженні лише один автомобіль Ford T, але вже у 1917 році його компанія Ford Livery здавала в оренду 18 таких авто. Компанія мала назву Saunders Drive-It-Yourself System, а потім Saunders System. До 1926 року Сондерс розширив мережу до 56 міст, а у 1955 році вона була викуплена компанією Avis.
Раннім конкурентом Сондерса був Уолтер Л. Джейкобс, підприємець з Чикаго, який розпочав бізнес по прокату авто в 1918 році з дванадцятьма автомобілями Ford T. Джейкобс продав бізнес Джону Герцу у 1923 році. На основі отриманої компанії, Герцу вдалося створити одну з найбільших у світі компаній по прокату техніки — The Hertz Corporation.
Першим підприємцем, який відкрив прокат автомобілів у Великій Британії, став Годфрі Девіс. Він розпочав свій бізнес у 1920 році, а у 1981 році його компанію поглинув Europcar.

## Умови прокату авто в Україні
Щоб отримати автомобіль напрокат в Україні, орендар повинен надати пакет документів:
- паспорт;
- ідентифікаційний код (для громадян України);
- водійське посвідчення.

Також водій повинен відповідати таким вимогам:
- досягти певного віку (зазвичай — 21 рік);
- мати певний водійський досвід, вказаний у посвідченні (зазвичай — 2-3 роки);
- для прокату автомобілів преміумкласу вимоги можуть бути підвищені.

Між компанією, що надає автомобіль напрокат, та орендарем укладається договір, у якому прописуються також наступні умови:
- вартість прокату та сума застави, яку повинен залишити орендар;
- термін, на який надається автомобіль;
- обмеження пробігу (вказується у кілометрах на добу прокату);
- права та обов'язки сторін щодо подовження чи розірвання договору, відшкодування можливих збитків;
- інші умови використання автомобіля, наприклад, заборона на передачу третім особам, обмеження цілей використання авто, порядок сповіщення у випадку ДТП тощо.